# Dreamfall Chapters
Dreamfall Chapters (in Norvegese: Drømmefall Kapitler) è un videogioco episodico d'avventura in 3D, basato sull'interazione tra i personaggi, l'esplorazione degli ambienti e la soluzione di enigmi. È il sequel dei giochi di avventura The Longest Journey e Dreamfall: The Longest Journey. Il gioco è stato distribuito per PC in cinque episodi tra il 21 ottobre 2014 ed il 17 giugno 2016. La versione aggiornata "The Final Cut" è stata distribuita in digitale e retail per PlayStation 4 e Xbox One il 5 maggio 2017, mentre le versioni per Microsoft Windows, OS X e Linux il 21 luglio dello stesso anno.
La serie di The Longest Journey è ambientata in due mondi paralleli: Stark, una futura Terra cyberpunk, e Arcadia, dominata da magia e caos. Chapters si svolge nel 2220 CE e continua la storia di Dreamfall, la cui protagonista Zoë Castillo aveva scoperto una cospirazione criminale che mira a schiavizzare sia Stark che Arcadia rubando i sogni dei loro abitanti. Anche se Zoë è riuscita a distruggere i piani dei cospiratori, fu tradita e lasciata in coma alla fine di Dreamfall. Ora, in Chapters, deve trovare il suo vero scopo nella vita. Gli scrittori hanno descritto il tema narrativo del gioco come "capitoli di vita".
Dreamfall Chapters è stato sviluppato da Red Thread Games, uno studio indipendente fondato da Ragnar Tørnquist, che ha scritto e diretto i due precedenti giochi, sotto la licenza della Funcom, i proprietari di The Longest Journey PI. Il suo sviluppo è stato autofinanziato da una campagna Kickstarter che ha raccolto oltre 1.5 milioni di dollari, aggiungendo il finanziamento assegnato dal Norwegian Film Institute nel 2007. L'editore Deep Silver ha pubblicato il gioco su console nel 2017, ricevendo recensioni discordanti.

## Trama

### Ambientazione
Come nei giochi precedenti della serie, Dreamfall Chapters è ambientato in due mondi paralleli: Stark, una visione dispotica della Terra nel 2220 CE, e Arcadia, il mondo magico e fantastico contrapposto. L'equilibrio tra i due mondi impedisce agli individui e agli oggetti di viaggiare tra di essi, ma le protagoniste di The Longest Journey e Dreamfall (rispettivamente April Ryan e Zoë Castillo) hanno trovato diversi modi di viaggiare dalla loro nativa Stark fino ad Arcadia e viceversa.
Dopo aver subito i danni del catastrofico Collasso, in The Longest Journey, nel 2209, la società di Stark si stava sgretolando, anche a causa dei miliardi di persone che diventavano dipendenti dalla tecnologia, soprattutto da un macchinario, inventato dalla WatiCorp, che permetteva alle persone di sognare lucidamente. Nel frattempo, ad Arcadia, il dispotico impero Azadi consolida nuovamente il suo potere, mentre la loro torre a Marcuria "continua a raccogliere i sogni".

### Storia
La storia inizia circa un anno dopo la conclusione di Dreamfall ed è incentrata su Zoë Castillo, protagonista di Dreamfall che salvò Stark dai cattivi ma, dopo essere stata tradita, viene lasciata in coma. Mentre il suo corpo rimane in un ospedale con poche probabilità di recupero, la coscienza di Zoë è intrappolata nel regno del "Tempostoria", che è stato brevemente visto nel gioco precedente. Sotto il controllo del giocatore, Zoë imparerà ad usare i suoi poteri emergenti per controllare i sogni e per fuggire da Tempostoria, viaggiare a Europolis (una megalopoli dispotica che copre la maggior parte dell'Europa centrale e occidentale) e, infine, arrivare ad Arcadia, dove Kian Alvane, un soldato Azadi (un altro dei protagonisti di Dreamfall), attende la sua esecuzione per alto tradimento al Forte del Frate, la prigione di Marcuria.
Chapters comprende un riassunto dei giochi precedenti, per facilitare la comprensione della storia ai nuovi giocatori. Anche se si concluderà ciò che gli sviluppatori chiamano il "Ciclo Dreamer", esso non sarà l'ultimo episodio della serie di The Longest Journey.

### Personaggi
Il gioco presenta tre personaggi giocabili: Zoë Castillo, Kian Alvane (entrambi già giocabili in Dreamfall) e una nuova eroina ancora non rivelata. Il destino di April Ryan, la protagonista di TLJ e la terza co-protagonista di Dreamfall, che è stata apparentemente uccisa nel capitolo precedente, rimane poco chiaro. La sua doppiatrice, Sarah Hamilton, è coinvolta con lo sviluppo del gioco, anche se non si conosce ancora in quale ruolo. La doppiatrice di Zoë, Ellie Conrad-Leigh, ha espresso la sua disponibilità a riprendere il suo ruolo, ma RTG non ha confermato ufficialmente il suo ritorno. L'attore britannico Nicholas Boulton sarà la voce di Kian, nel precedente capitolo doppiato da Gavin O'Connor.
Ci saranno anche personaggi che abbiamo già incontrato nei due precedenti capitoli come: Corvo, Bob il cieco, Benrime Salmin, Roper Klacks, Abnaxus, il Vagabondo, Brian Westhouse, Emma de Vrijer e Reza Temiz.

### Temi
Il sottotitolo "Chapters" si riferisce al tema del gioco, che Tørnquist descrive come "capitoli di vita" e "la vita nei capitoli", come la nascita, la vita, la morte. La trama del gioco copre circa un anno della vita dei protagonisti, a partire dalla primavera per finire poi in inverno. La narrazione è suddivisa in tredici capitoli (come i giochi precedenti) e cinque "Book", ognuno focalizzato su una particolare fase della vita, ad esempio, la nascita (o rinascita) nel primo "libro". Originariamente, furono programmati solo tre libri, corrispondenti a estate, autunno e inverno, ma il numero è cresciuto per l'allungamento della storia.
Un altro tema del gioco sono le storie e, in quanto tali, come esse diventino realtà. Nel gioco, il regno del "Tempostoria" è "il luogo in cui inizia ogni storia, e dove i sogni prendono vita", e gli sviluppatori citano la mitologia aborigena australiana come fonte di ispirazione.
La serie The Longest Journey nel suo complesso è radicata in una filosofia predeterministica, che paragona la vita ad un viaggio con una destinazione, in cui una persona può scegliere liberamente il suo corso, ma alla fine arriva in un "luogo predestinato". In Dreamfall Chapters, questa filosofia si esprime nella capacità dei personaggi di riuscire comunque a prendere decisioni diverse che però non hanno alcun effetto sul finale.
La megalopoli di Europolis è presentata come "l'Europa [...] che finalmente paga il prezzo per centinaia di anni di imperialismo, politica reazionaria, spese inutili e industrializzazione". In un'intervista, Ragnar Tørnquist ha detto che "c'è sicuramente un elemento politico in Dreamfall Chapters, come c'era anche in Dreamfall."

## Modalità di gioco
Dreamfall Chapters è sviluppato sul motore di gioco Unity 4, e presenta grandi ambienti esplorabili in 3D, al contrario degli sfondi 2D in The Longest Journey (TLJ) e piccoli ambienti 3D in Dreamfall. Pur non essendo un mondo completamente aperto, il gioco contiene diversi livelli di esplorazione libera, come Europolis e Marcuria, che i giocatori potranno esplorare per trovare segreti. Gli ambienti stessi cambieranno a seconda della stagione, poiché la storia progredisce. I giocatori possono viaggiare rapidamente da un ambiente all'altro.
I giocatori possono controllare tre personaggi giocabili con visuale in terza persona, usando i tasti freccia e il mouse. I personaggi e gli oggetti con cui si può interagire sono evidenziati sullo schermo, permettendo ai giocatori di interagire con essi usando il mouse o il menu contestuale. Mentre il gioco supporta varie periferiche di gioco, esso è ottimizzato per il PC. Il fulcro del gioco è l'esplorazione degli ambienti e della storia e la risoluzione di enigmi. Il dialogo con i vari personaggi e gli enigmi da risolvere comprendono circa la metà del tempo di gioco. L'interfaccia sullo schermo è nascosta per impostazione predefinita per migliorare l'immersione nel gioco. Non ci sono scene di combattimento o di furtività in Dreamfall Chapters.
Anche se il gioco presenta una trama lineare nel suo insieme, i giocatori devono fare diverse scelte durante il gioco che hanno impatto di vasta portata sugli eventi successivi della storia (ma non il finale). Grazie ad una funzione opzionale online viene permesso ai giocatori di scoprire (o prima o dopo aver fatto la scelta), la scelta di altri giocatori online (ed i loro amici online, in particolare), coinvolti nelle loro stesse situazioni. Il gioco mostra inoltre una speciale funzione "The balance has shifted", un'icona utilizzata per avvertire i giocatori di fronte a scelte della trama rilevanti, anche quando si gioca offline. Le ore di gioco per un giocatore medio che impiega per completare Dreamfall Chapters sono almeno 10. Un giornalino presente nel gioco, simile al diario di April Ryan in TLJ, prende nota di tutti gli sviluppi recenti della trama.

## Sviluppo
Funcom, sviluppatore dell'originale The Longest Journey e Dreamfall, annunciò Dreamfall Chapters il 1º marzo 2007. Tuttavia, mentre la sua trama era scritta già da allora, la produzione del gioco non poteva cominciare fino al 2012 perché tutti i creatori originali di Dreamfall (compreso Tørnquist) erano già al lavoro sulla nuova avventura di Funcom: MMORPG The Secret World.

### Pre-produzione
Il 1º novembre 2012, è stato annunciato che era stata fondata la Red Thread Games dallo stesso Tørnquist, così finalmente ha inizio la pre-produzione per Dreamfall Chapters. Ormai la Funcom si era focalizzata su i giochi online, così l'azienda decise di concedere in licenza i diritti di The Longest Journey allo studio di sviluppo di Tørnquist, che avrebbe finanziato e prodotto il gioco in modo indipendente. Anche se Tørnquist non prese con sé molti altri dipendenti della Funcom, la Red Thread Games è composta da molti degli sviluppatori originali della saga, e che hanno avuto già esperienze lavorative con il motore grafico Unity.

### Finanziamento
Dopo l'annuncio iniziale, il Norwegian Film Fund ha assegnato alla Funcom un premio in denaro, che sarebbe stato utilizzato per finanziare lo sviluppo iniziale di Dreamfall Chapters. Tuttavia, dopo che il progetto è stato messo in attesa, l'aiuto in denaro è stato restituito al NFF. Il Norwegian Film Institute (il successore del NFF) ha fornito una nuova sovvenzione di 1 milione di NOK (ca. 174.000 dollari) ai Red Thread Games per iniziare la pre-produzione di Dreamfall Chapters nel novembre 2012. Il 30 maggio 2013, il Norwegian Film Institute ha assegnato una seconda sovvenzione di 1,5 milioni di NOK (ca. 257.000 dollari) per RTG al fine di sviluppare il gioco, seguita da altri 2 milioni di NOK (ca. 336.000 dollari) l'anno successivo.
Una campagna di autofinanziamento su Kickstarter è iniziata l'8 febbraio 2013, con un obiettivo minimo di 850.000 dollari. Gli sviluppatori hanno stimato il budget necessario per il progetto sia circa $ 1 milione (rispetto al bilancio di 5 milioni di dollari di Dreamfall e circa $ 2-3 milioni di TLJ) e prevede di integrare il denaro riscosso con Kickstarter con ulteriori sovvenzioni e fondi personali. Prima di iniziare la campagna, RTG ha trascorso mesi ad analizzare precedenti campagne Kickstarter di successo, in particolare Pillars of Eternity e Broken Sword 5: La maledizione del serpente, per pianificare meglio il loro progetto. Dreamfall Сhapters ha raggiunto il suo minimo obiettivo di finanziamento, il 16 febbraio, molto più veloce rispetto a quanto gli sviluppatori avessero previsto, infine la campagna è terminata il 10 marzo con 1.538,425 dollari, oltre il 180% dell'obiettivo iniziale. Inoltre, oltre 34.000 dollari sono stati raccolti tramite PayPal durante la campagna Kickstarter. Red Thread Games ha continuato a raccogliere fondi attraverso PayPal durante lo sviluppo del gioco.
Dopo aver raggiunto il primo obiettivo di finanziamento Kickstarter, diversi altri obiettivi sono stati fissati per incoraggiare ulteriori finanziamenti. Gli obiettivi raggiunti includono: Linux e il supporto per Mac, una trama più estesa, diverse nuove ambientazioni, una colonna sonora migliore, un fumetto interattivo, versioni in lingua francese e tedesca e il commento del regista. L'obiettivo finale, sbloccabile una volta raggiunti 2 milioni di dollari, è il The Longest Journey Home, un tradizionale gioco d'avventura punta e clicca 2D con protagonista April Ryan, che avrebbe colmato il divario di tempo di dieci anni tra TLJ e Dreamfall. Se questo obiettivo fosse stato raggiunto, Red Thread Games avrebbe iniziato a lavorare su TLJH subito dopo Chapters, ma, poiché non è stato raggiunto, i piani per il gioco sono stati messi in attesa.

### Produzione
Il primo prototipo giocabile di capitoli Dreamfall era stato prodotto in concomitanza con la campagna Kickstarter in corso ed è stato usato per registrare filmati in-game per attrarre ulteriori finanziatori. L'adozione di un motore a basso costo, come Unity, ha permesso agli sviluppatori di lavorare molto più velocemente su Chapters che sull'originale Dreamfall, per il quale ci sono voluti sei mesi per produrre un prototipo. Inoltre, RTG ha deciso di ridurre al minimo i costi di sviluppo in-house. Le risorse risparmiate in questo modo sono state invece investite nel contenuto di gioco, quali i livelli, il design dei personaggi e gli effetti speciali. Tra le più grandi sfide affrontate dagli sviluppatori ci sono il sistema di interfaccia grafica e di controllo (al puro punta e clicca è stato implementato anche la giocabilità con Joypad).
RTG ha presentato una sezione del gioco il 22 giugno 2013 al Rezzed expo a Birmingham, presentando il loro concetto di "spazi aperti nel gioco" e l'approccio alle scelte rilevanti nella storia, tra cui la funzione sociale che permette ai giocatori on-line di conoscere le decisioni altrui. Il livello mostrato era una zona di Europolis corrispondente alla moderna Praga. Alla fine di settembre 2013, RTG aveva completato buona parte del gioco, aggiungendo tutte le sue caratteristiche principali in una demo di 20-30 minuti, che è stata mostrata al pubblico al Journeycon, una convention con i fan che si è tenuta a Oslo il 23 novembre 2013. La demo riguardava un unico livello, il Forte del Frate e la fuga di Kian Alvane da esso. Inoltre, al Journeycon, la Red Thread Games ha annunciato che la colonna sonora del gioco è stata composta da Simon Poole, lo stesso compositore di Dreamfall. La fase pre-alpha del gioco è stata raggiunta il 6 dicembre 2013, la fase alfa nell'aprile 2014 e la beta (solo per il primo "Libro") nel giugno 2014. Nel marzo 2014 (alla Game Developers Conference e all'EGX Rezzed expo), la RTG ha rivelato un nuovo livello nella versione alpha, mostrando Zoë Castillo nel Tempostoria, proprio all'inizio del gioco. I lavori per la versione beta sono iniziati nel maggio 2014.

### Piattaforme disponibili
Le piattaforme di destinazione principali sono Microsoft Windows, macOS e Linux, perché gli sviluppatori ritengono che "proprio su queste piattaforme c'è la maggior parte dei fan della saga The Longest Journey". La Nintendo ha mostrato la sua disponibilità alla Red Thread Games, rendendo disponibile il gioco anche per Wii U. Gli sviluppatori ritengono che la piattaforma Wii U sia "secondaria" rispetto alle principali piattaforme di destinazione.
Portare il gioco su dispositivi iOS e Android è stato uno degli obiettivi principali della campagna Kickstarter, ma non è stato raggiunto. Anche piattaforme aggiuntive, come tablet PC e console domestiche, tra cui PlayStation 4, Xbox One, e SteamOS, sono state prese in considerazione. Durante il Gamescom 2014, RTG ha annunciato che la PS4 sarebbe stata la prima console su cui sarebbe uscito il gioco (la versione per PC non è stata influenzata dall'annuncio e sarà ancora la prima piattaforma su cui uscirà Chapters).

### Localizzazione
Il gioco è stato scritto in inglese, ma sarà localizzato anche in norvegese, tedesco, francese. La traduzione in polacco sarà pubblicata dalla CD Projekt in concomitanza con la versione inglese.

## Data di uscita
Dreamfall Chapters è stato inizialmente annunciato come un videogioco episodico, ma questa idea è stata scartata in favore di un gioco completo quando la pre-produzione è iniziata nel 2012, perché gli sviluppatori hanno ritenuto il formato episodico una rottura tra i capitoli, che avrebbe influenzato negativamente l'intera storia. Tuttavia, di fronte ai crescenti costi di produzione, la RTG ha deciso nel giugno 2014 di tornare al formato episodico, con il primo "libro", sottotitolato Reborn, uscito il 21 ottobre 2014 e i restanti quattro.
| # | Titolo      | Data di distribuzione | Contenuti |
| - | ----------- | --------------------- | --- |
| 1 | Reborn      | 21 ottobre 2014       | Il prologo, i capitoli uno:Adrift e due:Awakenings ed un interludio.                                         |
| 2 | Rebels      | 12 marzo 2015         | Capitolo 3: Trials, Capitolo 4:Dreaming, Capitolo 5:Anamnesis                                                |
| 3 | Realms      | 25 giugno 2015        | Interludio II, Capitolo 6: Machinations, Capitolo 7:Hunted, Capitolo 8:Crossings                             |
| 4 | Revelations | 3 dicembre 2015       | Capitolo 9: Journeys, Capitolo 10:Umbrae, Capitolo 11:Lux, Interludio III                                    |
| 5 | Redux       | 17 giugno 2016        | Capitolo 12: Recall, Interludio IV, Capitolo 13: The Longest Journey, Epilogo: Those Who Walk Between Worlds |

Anche se la distribuzione digitale è il modello di distribuzione predefinito, diverse edizioni limitate in scatola sono state offerte come incentivi ai sostenitori Kickstarter. Queste vanno dalla "Simple Edition" del collezionista alla espansiva "Draic Kin Edition", che contiene una varietà di materiali bonus digitali e fisici. Le ricompense saranno inviate ai sostenitori solo dopo la pubblicazione (digitale) di tutti e cinque i "libri ". Il 17 aprile 2013, Dreamfall Chapters ha eseguito il processo di Steam Greenlight, permettendo così al gioco di essere distribuito attraverso questa piattaforma, al momento della distribuzione.